# Buxus obtusifolia
Buxus obtusifolia là một loài thực vật thuộc họ Buxaceae. Loài này có ở Kenya, Tanzania và the forests của Tamil Nadu và Karnataka.